# Maximilian Melcher

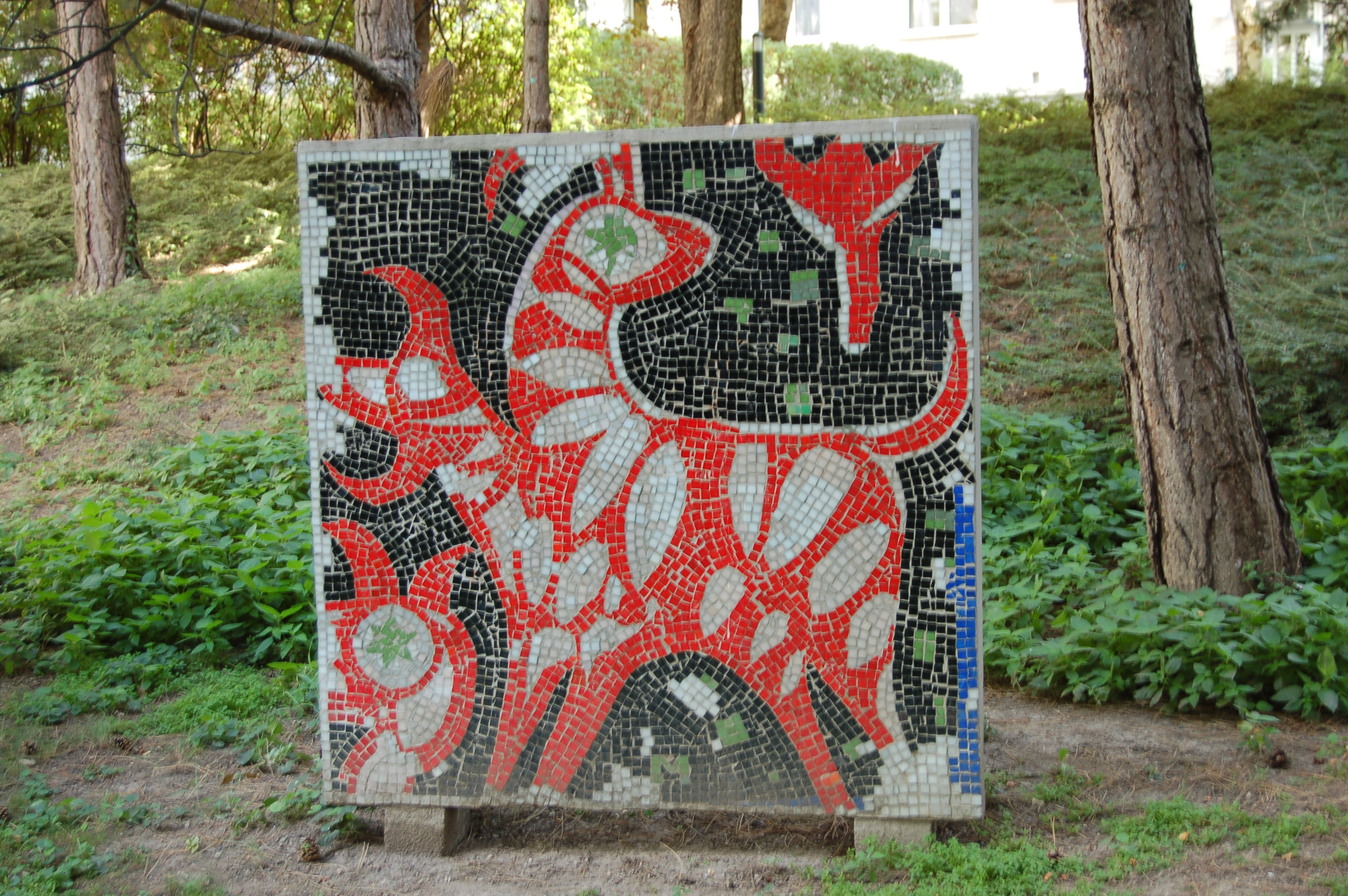
Mosaik Wolkenschafe (1960–1967) von Maximilian Melcher in Wien-Ottakring im Innenhof des Gemeindebaus Gablenzgasse 82–86.

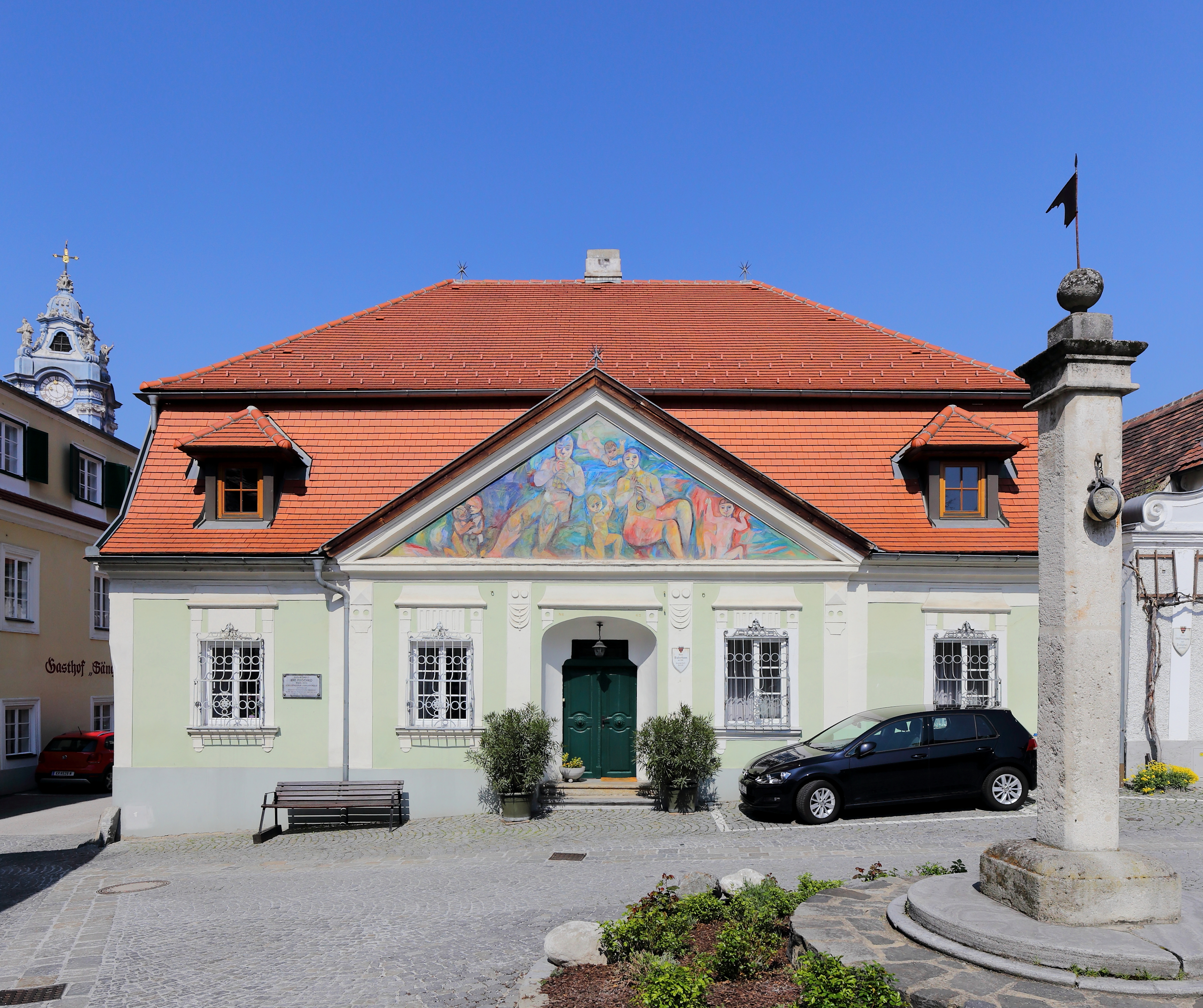
Das ehemalige Baderhaus in Dürnstein mit einem Fresko von Melcher im Dreiecksgiebel (1963).

Maximilian Melcher (* 28. August 1922 in Baden bei Wien; † 31. Oktober 2002 in Wien) war ein bildender Künstler und Hochschullehrer.

## Leben
Melcher war von 1972 bis 1992 Professor an der Akademie der bildenden Künste Wien und von 1972 bis 1976 und von 1984 bis 1987 auch Rektor. Als Maler und Grafiker hinterließ er ein sehr umfangreiches Werk. Seine Druckgrafiken haben als Thema vor allem Selbstbildnisse und Landschaften. Als langjähriger Leiter der Meisterschule für Grafik bildete er eine große Zahl an Künstlern heran, darunter einige sehr bedeutende wie Siegfried Anzinger, Gunter Damisch, Tone Fink, Heinz Göbel, Richard Kriesche, Gotthard Muhr, Peter Pongratz, Meina Schellander, Hubert Schmalix, Robert Zeppel-Sperl.
Melcher erhielt zahlreiche Auszeichnungen, darunter 1961 den Grafikpreis der Stadt Wien und 1964 den Kulturpreis des Landes Niederösterreich. Er wurde am Döblinger Friedhof in Wien bestattet.